# اسکیلد کامپوزیتس استراتولانچ
اسکیلد کامپوزیتس استراتولانچ (به انگلیسی: Scaled Composites Stratolaunch) یک هواگرد ساختِ کارخانهٔ اسکیلد کامپوزیتس در کشور ایالات متحده آمریکا است.